# Wyzysk
Wyzysk – występek polegający na wykorzystaniu przymusowego położenia innej osoby i zawarciu z nią umowy, nakładając na nią obowiązek świadczenia niewspółmiernego ze świadczeniem własnym. Pojęcie to bywa używane także w kontekście ekonomicznym.
Przymusowość położenia polega na tym, że sytuacja majątkowa pokrzywdzonego grozi niemożnością zaspokojenia podstawowych potrzeb jego i jego rodziny, co skłania go do zaciągnięcia zobowiązania niewspółmiernego do świadczenia wzajemnego.
Nie jest przestępstwem zastrzeżenie w umowie wysokiej kary umownej na wypadek niewykonania zobowiązania przez kontrahenta, chyba że już w chwili zawarcia umowy wiadome jest, że nie będzie on w stanie się z niego wywiązać.
Szczególną postacią wyzysku jest lichwa polegająca na zastrzeżeniu rażąco wygórowanych odsetek w umowie pożyczki. Wysokość odsetek maksymalnych kodeks cywilny określa na dwukrotność odsetek ustawowych.
Według art. 388 § 1 Kodeksu cywilnego jeżeli jedna ze stron, wyzyskując przymusowe położenie, niedołęstwo, niedoświadczenie lub brak dostatecznego rozeznania drugiej strony co do przedmiotu umowy, w zamian za swoje świadczenie przyjmuje albo zastrzega dla siebie lub dla osoby trzeciej świadczenie, którego wartość w chwili zawarcia umowy przewyższa w rażącym stopniu wartość jej własnego świadczenia, druga strona może żądać zmniejszenia swego świadczenia lub zwiększenia należnego jej świadczenia, a w wypadku gdy jedno i drugie byłoby nadmiernie utrudnione, może ona żądać unieważnienia umowy. Ponadto wg § 11 tego artykułu jeżeli wartość świadczenia jednej ze stron w chwili zawarcia umowy przewyższa co najmniej dwukrotnie wartość świadczenia wzajemnego, domniemywa się, że przewyższa je w stopniu rażącym.